# Emanuele Basile
Emanuele Basile (IPA: [emanuˈɛːle baˈziːle] ; Taranto,  Szicília,  1949. július 2. Monreale, 1980. május 4.) az olasz Karabélyosok hadteste kapitányaként Paolo Borsellino munkatársa a maffiaellenes nyomozásban.

## Halála
A Cosa Nostra ölte meg Monrealéban, Palermóban, többször hátba lőtték, miközben magával vitte négyéves kislányát, aki nem sebesült meg a lövöldözésben. Halála idején a heroinforgalom és a corleonei maffiával kapcsolatos gyilkosságok ügyében nyomozott. A meggyilkolásával kapcsolatos vizsgálatot Borsellino vezette.
A slágercsapatot Vincenzo Puccio, Armando Bonanno és Giuseppe Madonia alkotta a Resuttana maffiás családból, Giovanni Brusca logisztikai támogatásával.
1992. november 14-én Salvatore Riinát és Francesco Madoniát életfogytiglani börtönbüntetésre ítélték a gyilkosságért

## Fordítás
- Ez a szócikk részben vagy egészben  az   Emanuele Basile című angol Wikipédia-szócikk ezen változatának fordításán alapul.  Az eredeti cikk szerkesztőit annak laptörténete sorolja fel. Ez a jelzés csupán a megfogalmazás eredetét és a szerzői jogokat jelzi, nem szolgál a cikkben szereplő információk forrásmegjelöléseként.